# 1933

## Събития
- 4 януари – Тайна среща на Адолф Хитлер и Франц фон Папен в къщата на банкера Курт фон Шрьодер в Кьолн за обсъждане ролята на Адолф Хитлер в бъдещето немско правителство.
- 28 януари – Канцлерът Курт фон Шлайхер си подава оставката.
- 30 януари – Паул фон Хинденбург назначава Адолф Хитлер за канцлер на Германия.
- 2 февруари – Започва Втората международна конференция за разоръжаване.
- 22 февруари – Около 40 000 мъже от SA и SS полагат клетва за помощни полицаи.
- 27 февруари – Гори сградата на Райхстага.
- 28 февруари – С президентски указ (Ermachtigungsgesetz) Адолф Хитлер получава извънредни пълномощия.
- 5 март – Избори за Райхстаг: нацистите печелят 288 места от общо 647.
- 9 март – Химлер става директор на полицията в Мюнхен.
- 13 март – Назначаване на Гьобелс на поста райхсминистър за публична просвета и пропаганда.
- 16 март – Доктор Ялмар Шахт става президент на Райхсбанката.
- 17 март – Учредяване на Leibstandarte-SS Adolf Hitler под ръководството на Йозеф Дитрих.
- 21 март – Забрана за комунистите да заемат местата си в Райхстага. Създават се специални съдилища за обвинения срещу политически противници.
- 24 март – Закон за извънредни пълномощия на правителството.
- 31 март – Отделните провинции в Райха губят самостоятелна власт.
- 1 април – Бойкот на еврейските магазини.
- 21 април – Адолф Хитлер определя Рудолф Хес като водач на депутатите от NSDAP.
- 26 април – Учредяване на Гестапо (тайна държавна полиция).
- 2 май – Разпускане на профсъюзите[ неясно? ].
- 10 май – Нацистите демонстративно изгарят книги в Берлин и на други места в Германия.
- 17 май – Забрана на стачките в цяла Германия.
- 9 юни – SD става единствената агенция към NSDAP за политическо и контраразузнаване.
- 14 юли – Закон за основаването на нови партии.
- 20 юли – В Рим се подписва конкордат между Ватикана и Третия Райх.
- 22 септември – Гьобелс става министър на културата.
- 14 октомври – Германия излиза от Обществото на народите.
- 12 ноември – Избори за Райхстаг: 93% от вота е за NSDAP. Населението одобрява политиката на Адолф Хитлер. Райхстагът изгубва властта си и изпълнява само декоративни функции.

## Родени
- 1 януари – Светозар Русинов, български комозитор и музикален педагог († 2000 г.)
- 9 януари – Уилбър Смит, африкански писател († 2021 г.)
- 13 януари – Мария Луиза Българска, българска княгиня
- 15 януари – Йордан Милев, български писател и поет († 2019 г.)
- 16 януари – Сюзън Зонтаг, американска писателка († 2004 г.)
- 18 януари – Йордан Соколов, български политик († 2016 г.)
- 25 януари – Мария Корасон Акино, първата жена-президент на Филипините, световно призната защитничка на демокрацията, мира и религиозната търпимост († 2009 г.)
- 8 февруари
  - Брана Црънчевич, сръбски писател († 2011 г.)
  - Хироки Косай, японски астроном
- 12 февруари – Димитър Боснов, български футболист († 2012 г.)
- 18 февруари
  - Йоко Оно, японска певица
  - Боби Робсън, английски футболист († 2009 г.)
- 21 февруари – Нина Симон, американска певица и пианистка († 2003 г.)
- 6 март – Стойчо Панчев, български академик на БАН († 2014 г.)
- 9 март
  - Панайот Щерев, български аграрен учен, аграрикономист († 2019 г.)
  - Филип Рот, американски писател († 2018 г.)
- 14 март – Майкъл Кейн, британски актьор
- 29 март – Апостол Чачевски, български футболист и треньор по футбол
- 30 март – Борис Карадимчев, български композитор и преподавател († 2014 г.)
- 2 април – Константин Павлов, български поет и киносценарист († 2008 г.)
- 8 април – Тадеуш Василевски, полски историк († 2005 г.)
- 9 април
  - Жан-Пол Белмондо, френски актьор († 2021 г.)
  - Петко Радев, български кларинетист и музикален педагог († 2017 г.)
- 12 април – Монсерат Кабайе, испанска оперна певица († 2018 г.)
- 14 април – Юрий Оганесян, руско-арменски ядрен физик
- 15 април – Борис Стругацки, руски писател († 2012 г.)
- 25 април – Ицхак Финци, български актьор
- 28 април – Цанко Апостолов, български скулптор
- 1 май
  - Геласий, български митрополит († 2004 г.)
  - Васил Арнаудов, български хоров диригент и музикален педагог († 1991 г.)
  - Уве Гресман, немски поет и белетрист († 1969 г.)
- 3 май
  - Джеймс Браун, американски музикант († 2006 г.)
  - Рада Москова, българска сценаристка
- 11 май – Зоран Радмилович, сръбски актьор († 1985 г.)
- 12 май
  - Андрей Вознесенски, руски поет († 2010 г.)
  - Кръстьо Станишев, български поет и преводач († 2019 г.)
- 28 май – Димитър Мишев, български инженер († 2003 г.)
- 29 май – Никола Пъдевски, български шахматист († 2023 г.)
- 14 юни – Светлин Русев, български художник, академик († 2018 г.)
- 18 юни – Носрат Песешкиян, ирански невролог († 2010 г.)
- 22 юни – Димитър Казаков, български художник († 1992 г.)
- 25 юни – Георги Чакъров, български футболист († 1988 г.)
- 26 юни – Клаудио Абадо, италиански диригент († 2014 г.)
- 1 юли – Никола Лечев, български волейболист
- 3 юли – Александър Фол, български историк-траколог († 2006 г.)
- 9 юли
  - Оливър Сакс, английски невролог и писател († 2015 г.)
  - Олуин Гордън Вет, новозеландски авиатор († 2015 г.)
- 23 юли – Ричард Роджърс, английски архитект († 2021 г.)
- 24 юли – Джон Анистън, американски актьор от гръцки произход
- 25 юли – Георги Атанасов, български политик († 2022 г.)
- 27 юли – Дончо Цончев, български писател († 2010 г.)
- 31 юли – Сеес Нотебоом, нидерландски писател
- 1 август – Антонио Негри, италиански философ-марксист († 2023 г.)
- 7 август – Елинор Остром, американски политолог († 2012 г.)
- 22 август – Ирмтрауд Моргнер, немска писателка († 1990 г.)
- 25 август – Том Скерит, американски актьор
- 31 август – Александър Лилов, български политик и учен († 2013 г.)
- 4 септември – Ричард Кастелано, американски актьор († 1988 г.)
- 11 септември – Уилям Пиърс, американски политик († 2002 г.)
- 23 септември – Иван Иконописов – Бебето, български плувец и ватерполист († 2015 г.)
- 29 септември – Янаки Градев, български общественик († 2013 г.)
- 2 октомври – Димитър Христов, български композитор († 2017 г.)
- 6 октомври – Хорст Бингел, немски поет и белетрист († 2008 г.)
- 10 октомври – Александър Миланов, български писател и преводач († 2006 г.)
- 28 октомври – Евтим Евтимов, български поет, автор на текстовете на много песни от българската поп музиката († 2016 г.)
- 28 октомври – Гаринча, бразилски футболист († 1983 г.)
- 3 ноември – Амартя Сен, индийски икономист, лауреат на Нобелова награда за икономика през 1998 г.
- 10 ноември – Кръстан Дянков, български журналист, фотограф и преводач на американска литература († 1999 г.)
- 12 ноември – Борислав Ивков, югославски шахматист († 2022 г.)
- 13 ноември – Петер Хертлинг, немски писател († 2017 г.)
- 19 ноември – Лари Кинг, американски журналист († 2021 г.)
- 26 ноември – Росица Данаилова, българска актриса († 2018 г.)
- 8 декември – Спиро Дебърски, български футболист и треньор по футбол
- 10 декември – Такаюки Миками, японски каратист
- 14 декември – Людмил Кирков, български режисьор и актьор († 1995 г.)
- 15 декември – Иван Панев, български политик († 1990 г.)
- 22 декември – Иван Кънчев, български футболист
- 23 декември – Акихито, император на Япония
- 29 декември – Стоян Тарапуза, писател от Република Македония

## Починали
- 5 януари – Калвин Кулидж, 30-и президент на САЩ (* 1872 г.)
- 17 януари – Луис Комфорт Тифани, американски художник и дизайнер (* 1848 г.)
- 24 януари – Христо Трайков, български революционер (* 1900 г.)
- 27 януари
  - Тодор Горчев, български футболист (* 1911 г.)
  - Йожен Гаяр, френски дизайнер и архитект (* 1862 г.)
- 31 януари – Джон Голсуърти, британски писател (* 1867 г.)
- 22 февруари – Арчибалд Нокс, британски дизайнер (* 1864 г.)
- 13 март – Антон Димитров, български революционер и общественик (* 1867 г.)
- 10 април – Хенри ван Дайк, американски писател (* 1852 г.)
- 19 април
  - Дончо Христов, български революционер (* 1891 г.)
  - Стоян Георгиев, български революционер (* 1898 г.)
- 22 април – Шандор Ференци, унгарски психоаналитик (* 1873 г.)
- 29 април – Константинос Кавафис, гръцки поет (* 1863 г.)
- 12 май – Петко Напетов, български революционер (* 1880 г.)
- 13 май – Петко Клисуров, български художник (* 1865 г.)
- 27 май – Люба Ивошевич, сръбска поетеса, деец на БКП (* 1884 г.)
- 29 май – Щерю Божинов, български военен деец (* 1894 г.)
- 14 юни – Петър Вичев, български революционер (* 1884 г.)
- 20 юни – Клара Цеткин, германска социалистка (* 1857 г.)
- 15 юли – Климент Бояджиев, български офицер (* 1861 г.)
- 13 август – Хасан бей Прищина, албански политик (* 1873 г.)
- 22 август – Александрос Кондулис, гръцки офицер и революционер (* 1858 г.)
- 8 септември – Фейсал I, крал на Ирак и Сирия (* 1883 г.)
- 29 септември – Стоян Мандалов, български революционер (* 1897 г.)
- 1 октомври – Руси Коджаманов, български композитор, диригент и музикален педагог (* 1866 г.)
- 5 октомври – Николай Юденич, руски генерал (* 1866 г.)
- 11 октомври – Филарет Вафидис, гръцки духовник (* 1850 г.)
- 6 ноември – Андрей Ляпчев, български политик (* 1866 г.)
- 4 декември – Стефан Георге, немски поет и есеист (* 1868 г.)
- 8 декември – Гонбей Ямамото, министър-председател на Япония (* 1852 г.)
- 16 декември
  - Янаки Паскалев, български революционер (* 1865 г.)
  - Марко Иванов, български революционер (* 1877 г.)
- 22 декември – Преподобна Стойна, българска ясновидка (* 1883 г.)

## Нобелови награди
- Физика – Ервин Шрьодингер, Пол Ейдриън Морис Дирак
- Химия – наградата не се присъжда
- Физиология или медицина – Томас Хънт Морган
- Литература – Иван Бунин
- Мир – Сър Норман Ейнджъл

Вижте също:
- календара за тази година